# الإسلام في تشيلي

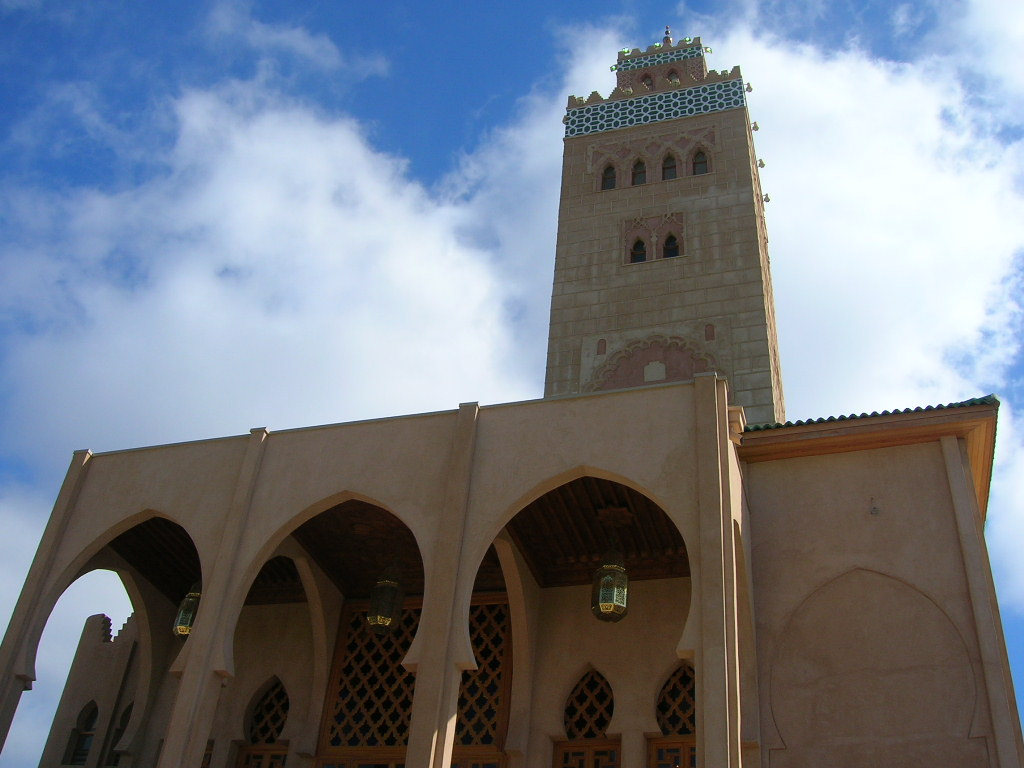
مركز محمد السادس الثقافي

تقدّر الإحصائيات المتعلقة بالإسلام في تشيلي أن عدد المسلمين يبلغ حوالي 5,000 شخص، وهو ما يمثل أقل من 0.02% من السكان. هناك عدة منظمات إسلامية في تشيلي، بما في ذلك الجمعية الإسلامية في تشيلي ومسجد السلام في سانتياغو، ومسجد بلال في إيكويكو، ومركز محمد السادس الثقافي في كوكيمبو، والمؤسسة الإسلامية في تشيلي في سانتياغو. معظم المسلمين في تشيلي من أهل السنة والجماعة.